# 리키리 콜터
리키리 콜터(Ricki-Lee Coulter, 1985년 11월 10일 ~ )는 오스트레일리아의 싱어송라이터, 사회자이다. 2004년 《오스트레일리안 아이돌》 시즌 2에 참가하면서 이름을 알렸으며, 최종 7위를 했다. 걸 그룹 영 디바스의 멤버로 활동하다가, 솔로 활동을 위해 2007년 팀을 탈퇴했다.

## 음반 목록
- Ricki-Lee (2005)
- Brand New Day (2007)
- Fear & Freedom (2012)
- Dance in the Rain (2014)